# Arthur Benno Schmidt
Arthur Benno Schmidt (* 20. Mai 1861 in Leipzig; † 14. April 1940 in Tübingen) war ein deutscher Jurist und Abgeordneter.

## Familie
Schmidt war der Sohn des Chirurgen Benno Schmidt und dessen Ehefrau Eleonore Louise, geborene Berger. Er heiratete am 8. März 1894 in Straßburg Ida Lili Marie, geborene Benecke, die Tochter des Geologen in Straßburg, Ernst Wilhelm Benecke, und der Emilie, geborene Fallenstein.

## Leben
Von 1867 bis 1872 besuchte er eine Privatschule und von 1872 bis 1880 das Nikolai-Gymnasium in Leipzig. Nach dem Abitur studierte er 1880 bis 1884 Rechtswissenschaften an der Universität Leipzig. 1884 legte er die Referendarprüfung ab und wurde zum Dr. jur. promoviert. Nach dem Militärdienst, den er 1884–1885 leistete, absolvierte er von 1885 bis 1887 den juristischen Vorbereitungsdienst. 1887 wurde er für deutsches und Kirchenrecht in Leipzig habilitiert. 1889 wurde er ordentlicher Professor der Universität Gießen für Deutsches Recht, Kirchenrecht, Völkerrecht und Rechtsgeschichte, wo er 1897 zum Senior der juristischen Fakultät und Mitglied des Verwaltungsgerichtshofs avancierte. 1900–1901 war er Rektor der Universität Gießen.
In den Jahren 1913–1931 war er ordentlicher Professor der Universität Tübingen. Im Ersten Weltkrieg leistete er 1914–1916 Kriegsdienst als Freiwilliger. 1918 wurde er Rektor der Universität Tübingen. 1927 ehrte ihn die Universität Gießen mit der Promotion zum Doktor der Theologie h. c. 1931 wurde er emeritiert.

## Politik
In den Jahren 1897 bis 1913 war er als Vertreter der Universität Gießen Mitglied der Ersten Kammer der Landstände des Großherzogtums Hessen. Am 10. Februar 1897 leistete er seinen Abgeordneteneid. In den Jahren 1897–1909 war er als Vertreter der vakanten Stelle des Kanzlers der Universität Gießen und 1911–1913 als Senatsmitglied Abgeordneter.
1920 war er Mitglied des ersten Evangelischen Kirchentages in Dresden und 1922 Mitglied des Evangelischen Kirchentages in Stuttgart.

## Schriften
- Arthur Benno Schmidt: Die geschichtlichen Grundlagen des bürgerlichen Rechts im Großherzogtum Hessen. Curt von Münchow, Gießen 1893 (113 S., eingeschränkte Vorschau in der Google-Buchsuche).
- Rechtsfragen des deutschen Denkmalschutzes. In: Festschrift für Dr. Rudolph Sohm. Duncker & Humblot, München-Leipzig 1914, S. 146–197.